# Cheilinus lunulatus
Espèce
Statut de conservation UICN

 LC  : Préoccupation mineure
Cheilinus lunulatus est une espèce de poissons téléostéens (Teleostei).